# Externet
Az Externet Zrt. egy 1996-ban alakult magyar országos internetszolgáltató cég, amely 2019-ben felszámolás alá került, portfólióját a Comnica cég vásárolta meg. 

## Szolgáltatásai
1996-ban kezdte internetszolgáltatói tevékenységét. Eleinte modemes előfizetőket szolgáltak ki Szolnokon, mára legtöbb szolgáltatásukat a Magyarország egész területén elérhetők.
Termékként főleg az ADSL, mikrohullámú WaveMAX és a bérelt vonalat forgalmaznak. Teljes körű internetszolgáltatás: VPN hálózatépítést, VoiP telefonszolgáltatást, IPTV szolgáltatást, szerver elhelyezést és domain regisztráció is nyújtanak.
2014. február végétől koax hálózaton nyújtott KábelNet szolgáltatást vezettek be.
A cég stratégiai célja a gazdag szolgáltatástartalmú, internetalapú megoldások kifejlesztése és hasznosítása. Az Externet Zrt. a hagyományos lakossági és üzleti szolgáltatások mellett mára a szolgáltatók szolgáltatójaként biztosít alapszolgáltatást több hazai nagyvállalatnak és szolgáltatónak.
Technikai központjuk Budapesten és Szolnokon találhatók. Szolgáltatásaink nemcsak a Telekom, hanem a koncessziós társaságok által működtetett telefonos körzetekben is elérhetőek. 24 órás ügyfélszolgálat rövid időn belül reagál ügyfelek leveleire, illetve azonnal választ ad a telefonon a felmerülő kérdésekre. Folyamatosan bővülő viszonteladói hálózattal rendelkeznek amelyet, országszerte több mint 100 kiskereskedelmi egység alkot.
Belföldi és külföldi összeköttetésük egyaránt kiemelt megbízhatóságú kapcsolatokon alapul. A hazai adatkicserélő központhoz (BIX) 2 x 10 Gbit/s sebességű,  10Gbe hálózaton kapcsolódnak.
A budapesti mikrohullámú WaveMAX szolgáltatásuk bázisállomása 100 Mbit/s sávszélességgel, a szolnoki regionális központuk 50 Mbit/s sebességű hálózattal kapcsolódik az Internethez.
Nemzetközi kapcsolatukról dinamikusan bővíthető 10 Gbit/s sávszélességű kétirányú földi kommunikációs vonal gondoskodik, amelyek Gigabit Ethernet interfészeken keresztül a nemzetközi szolgáltatók hálózataihoz kapcsolódnak.
Szolgáltatói hálózatuk összeköttetéseit folyamatosan bővítik a keletkező igények szerint. A cég belső minőségpolitikája szerint a nemzetközi és a belföldi hálózati összeköttetések kihasználtsága nem haladhatja meg a 75%-ot, ezért 70%-os terheléskor vonalbővítéseket végzünk.
A kapcsolt vonali szolgáltatásuk a magyarországi lefedettségét digitális vonalakon keresztül nyújtják ügyfeleiknek. A teljes hálózatunk digitális eszközökön és összeköttetéseken alapul. Cisco hálózati útválasztó eszközeiknek köszönhetően a gerinchálózati csomópontok között az adatcsomagok késleltetését és a csomagveszteséget ellenőrzött minőségi szinten tartják.
7/24-es folyamatosan üzemelő felügyeleti rendszerük van.

## Tulajdonosi szerkezet változása
2009 júniusában a Birdcom Tanácsadó Kft. 76,83 százalékos részesedést szerzett az Externet Nyrt-ben. A dr. László Géza (Antenna Hungária és a Danubius Rádió korábbi vezérigazgatója) által vezetett befektetőcsoport az Externet korábbi fő tulajdonosától, a szintén tőzsdén szereplő econet.hu Nyrt-től vásárolta meg az üzletrészt.

## Tőzsdei jelenlét
2008. május 30-án az Externet részvényeit bevezették a Budapest Értéktőzsdére.

## Története
- 1996.

Magyar tulajdonosi körrel létrejön az Externet Kft., elindul az országos dial-up, később ADSL szolgáltatás.
- 2004.

A társaságot megvásárolja az econet.hu Nyrt., Pórffy András vezetésével új menedzsment alakul.
- 2005.

Két új prémium üzleti szolgáltatás a PowerDSL, és WaveMax mikrohullámú internet hozzáférés bevezetése, duplázódó előfizetői állomány. 
Az UltraWEB tárhelyszolgáltató megvásárlása.
- 2006.

Megafone telefonszolgáltatás elindítása lakossági és üzleti előfizetők részére, dinamikusan növekvő előfizetői állomány.
- 2007.

Decembertől előfizetői hurokbérleten alapuló Xpress ADSL szolgáltatás elindítása.
- 2008.

A VIVAnet Internetszolgáltató és a TVnet ADSL ügyfélállományának felvásárlásával jelentős előfizetőszám növekedés.
Május 30-án tőzsdei bevezetés a BÉT "B" kategóriájába.
Októberben az Externet bekerül a Deloitte által értékelt 50 legdinamikusabban növekvő közép-európai technológiai cég rangsorába.
- 2009.

2009 júniusában a Birdcom Tanácsadó Kft. 76,83 százalékos részesedést szerzett az Externet Nyrt-ben. A dr. László Géza (Antenna Hungária és a Danubius Rádió korábbi vezérigazgatója) által vezetett befektetőcsoport.
- 2010.

2010-től az Externet Nyrt. már mobilinternet szolgáltatást is kínál ügyfeleinek. A szolgáltatás a Vodafone és az Externet együttműködésének első lépcsőfoka.
Az Externet Nyrt. lakossági ügyfeleinek közel 50%-át pénzügyi okokból értékesítette a Magyar Telekomnak.
- 2011.

Az igazgatóság Lévay Örsöt nevezi ki az igazgatóság elnökévé és vezetésével új menedzsment alakul.
- 2012.

A magyar telekommunikációs piacon az Externet ad először FIX IP címet a mobilinternet szolgáltatásokhoz.
- 2013.

Megállapodást írt alá a Vodafone Magyarország és az Externet Nyrt. a vezetékes telefonszámok mobiltelefonszámokra történő átirányítás szolgáltatásáról.
Az Externet Nyrt. működése nyereségessé vált.
- 2014.

Az Externet elindította KábelNet szolgáltatását.
Augusztus 20-án elindult a „Vodafone Iroda” nevű szolgáltatás, melyben az Externet a Vodafone vezetékes partnere.